# Штадіон-ам-Бьолленфальтор
«Джонатан-Хеймс-Штадіон ам Бьолленфальтор» (нім. Jonathan-Heimes-Stadion am Böllenfalltor) — багатофункціональний стадіон у  місті Дармштадт, Німеччина, домашня арена ФК «Дармштадт 98». 
Стадіон відкритий 1921 року. У 1950–1952, 1975, 1978 та 1981 роках був реконструйований та розширений. У 2014, 2015 та 2016 роках здійснено капітальну реконструкцію арени, яка проходила у три етапи, у результаті чого було встановлено потужність трибун 17 468 глядачів. 
Протягом 1921–2014 років стадіон носив назву «Штадіон ам Бьолленфальтор». У 2014 році було укладено спонсорський контракт вартістю €300 000 на рік із фармацевтичною компанією «Merck KGaA», в результаті чого арена була перейменована на «Мерк Штадіон ам Бьолленфальтор». 2016 року компанія «Merck KGaA» відмовилася продовжувати контракт на користь присвоєння стадіону ім'я померлого від раку фаната «Дармштадта» Джонатана Хеймса, який, незважаючи на смертельний діагноз, був активістом кампанії боротьби із раком, зокрема серед дітей, та співпрацював з адміністрацією клубу в напрямку благодійності. Того ж року арену перейменовано на «Джонатан-Хеймс-Штадіон ам Бьолленфальтор».